# Кёлер, Макс
Макс Кёлер (нем. Max Köhler; 1879 — 1962) — австрийский дирижёр.
В юности занимался скульптурой, но затем предпочёл музыкальную карьеру. Дебютировал как дирижёр в Оломоуце, затем руководил оркестром в Габлонце, работал также в Нюрнберге. С 1910 г. в Инсбруке: в 1914—1918 гг. возглавлял Инсбрукский городской оркестр, затем до 1940 г. работал в городском театре, только в 1919 году поставил в нём «Трубадура» Джузеппе Верди, «Летучего голландца» и «Валькирию» Рихарда Вагнера и «Долину» Эжена д’Альбера. Утверждается, что в общей сложности Кёлер дирижировал более чем 6000 спектаклями.
Автор ряда сочинений, в том числе Марша Хеймвера (нем. Heimatwehr-Marsch).